# Urbana, Ohio
Urbana là một thành phố thuộc quận Champaign, tiểu bang Ohio, Hoa Kỳ. Năm 2010, dân số của thành phố này là 11793 người.

## Dân số
- Dân số năm 2000: 11613 người.
- Dân số năm 2010: 11793 người.